# جواز سفر ناميبي
جواز سفر ناميبي وثيقة رسمية تصدر لمواطني ناميبيا، للسفر الدولي. تطبع جميع المعلومات في جواز السفر باللغة الإنجليزية مع ترجمة صفحة الصورة أيضًا إلى الفرنسية.

## متطلبات التأشيرة
اعتبارًا من 7 يوليو 2021 كان المواطنون الناميبيون يتمتعون بإمكانية دخول 78 دولة وإقليم بدون تأشيرة أو تأشيرة عند الوصول، مما أدى إلى تصنيف جواز السفر الناميبي في المرتبة 72 من حيث حرية السفر وفقًا مؤشر هينلي لجوازات السفر.

## المعرض

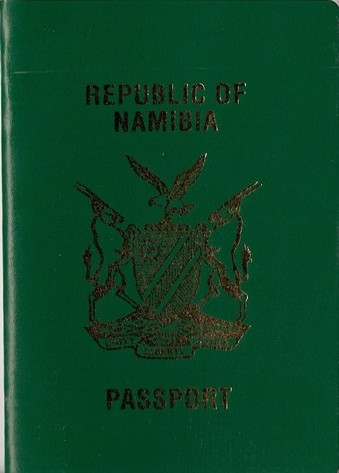
جواز السفر الناميبي غير الإلكتروني (1991-2017)

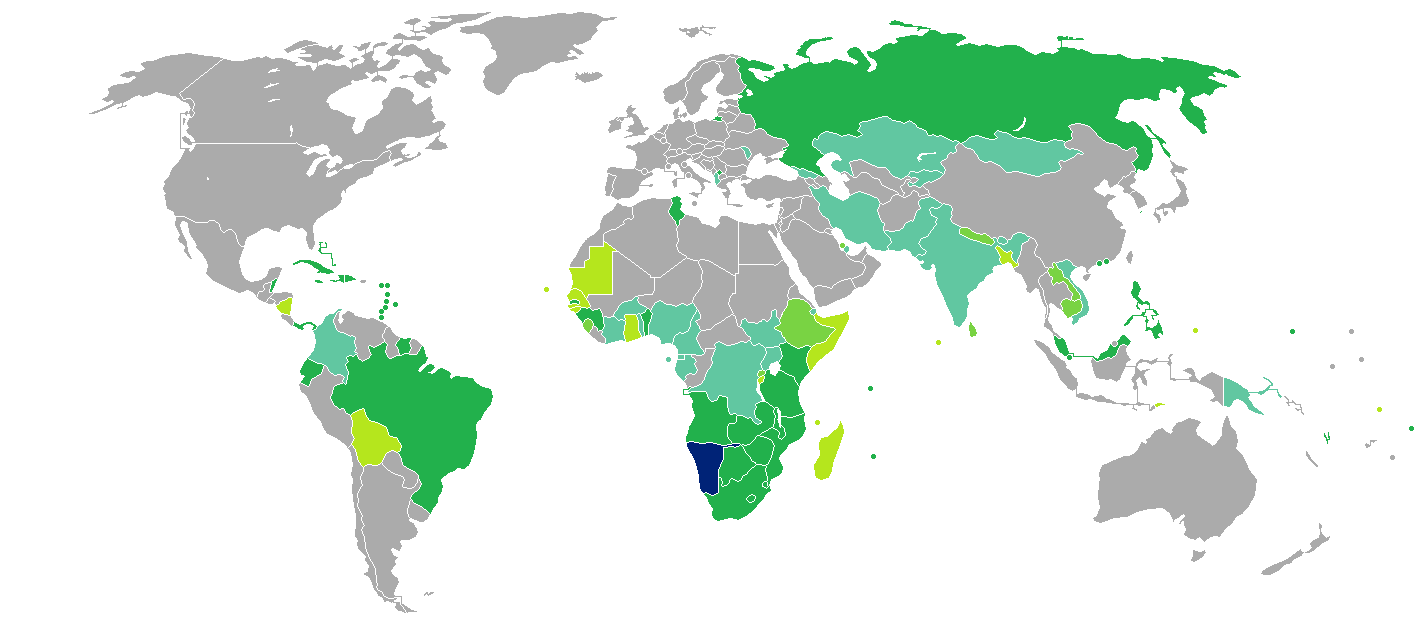
الدول والإقاليم التي تمنح تأشيرات أوتأشيرات عند الوصول لحاملي جواز السفر الناميبي